# 매리언 데이비스
매리언 데이비스(Marion Davies, 1897년 1월 3일 ~ 1961년 9월 22일)는 미국의 배우, 프로듀서, 영화 각본가, 자선가이다. 윌리엄 랜돌프 허스트의 정부였던 데이비스는 시민 케인의 재능없는 가수이자 케인의 정부인 수전 케인과 비교되기도 하지만, 실제로는 무성 영화 시대 가장 인기있는 스타 중 한명이었다. 

## 출연 작품
- 엔터테인먼트 3 (1994)
- 케인 앤 마블 (1936)
- 페이지 미스 글로리 (1935)
- 고잉 헐리우드 (1933)
- 브론디 오브 더 폴리스 (1932)
- 플로로도라 걸 (1930)
- 멍청이 (1930)
- 마리앤 (1929)
- 할리우드 리뷰 오브 1929 (1929)
- 쇼 피플 (1928)
- 팻시 (1928)
- 라이츠 오브 올드 브로드웨이 (1925)
- 벤허 (1925)
- 제니스 메러디스 (1924)
- 순례자 (1923)